# Варшавская (станция метро)
«Варша́вская» — станция Большой кольцевой линии Московского метрополитена. Расположена на границе районов Москворечье-Сабурово и Нагорного (ЮАО) на пересечении Чонгарского бульвара и Варшавского шоссе, по которому и получила своё название. Открыта 11 августа 1969 года в составе участка «Автозаводская» — «Каховская» Горьковско-Замоскворецкой линии, 20 ноября 1995 года в составе участка «Каширская» — «Каховская» стала частью отдельной Каховской линии. Закрыта 26 октября 2019 года на 3 года на реконструкцию. Колонная трёхпролётная станция мелкого заложения с одной островной платформой. 14 декабря 2022 года был проведён технический пуск южного участка БКЛ, в том числе станции «Варшавская». Повторно открыта 1 марта 2023 года в составе участка «Каховская» — «Нижегородская» во время церемонии полного замыкания Большой кольцевой линии.

## История
Станция открыта 11 августа 1969 года в составе участка Горьковско-Замоскворецкой линии «Автозаводская» — «Каховская», после ввода в эксплуатацию которого в Московском метрополитене стало 86 станций. С 1985 года линия работала в режиме вилочного движения («Речной вокзал» — «Красногвардейская» и «Речной вокзал» — «Каховская»), а с 1995 года участок «Каширская» — «Каховская» выделен в отдельную Каховскую линию.
Обслуживала поезда Каховской линии и поезда Замоскворецкой линии, следующие в и из депо «Замоскворецкое».
С 30 марта 2019 года станция «Варшавская» стала конечной после закрытия «Каховской» для проведения реконструкции и включения в состав Большой кольцевой линии. С 26 октября того же года также закрылась на реконструкцию, в связи с чем прекратила своё существование вся Каховская линия. Генеральный проектировщик и генеральный подрядчик по реконструкции станции — АО «Мосинжпроект».

### Реконструкция
- На 22 апреля 2022 года на станции выполнена отделка гранитом и мрамором[3].
- На 18 ноября 2022 года на станции завершён монтаж исторических панно[4][5].
- На 15 декабря 2022 года реконструкция станции полностью завершена, проведён её технический пуск в составе Большой кольцевой линии[6][7].

## Вестибюли
На станции два подземных вестибюля.
К западному вестибюлю вёл двухниточный эскалатор, работавший только на подъём пассажиров, и лестница, к восточному вестибюлю вела только лестница. Из западного вестибюля два выхода вели из подземного перехода на две стороны Чонгарского бульвара.
Из восточного вестибюля выходы вели на Варшавское шоссе, в торговый центр «Варшавский», а также на обе платформы остановочного пункта Варшавская Павелецкого направления железной дороги и к Каширскому проезду. Выходы на западную платформу (4.3) и к Каширскому проезду (4.1) были открыты позднее, 10 июня 1983 года.

## Архитектура и оформление
Станция построена по стандартному проекту: 2 ряда по 38 колонн, шаг колонн — 4 метра. Глубина заложения — 9 метров.

Путевые стены были отделаны голубой керамической плиткой, а также коваными изображениями Варшавы. Авторами всех изображений были выбраны крупнейшие латвийские художники: Х. М. Рысин, А. Я. Лапинь и Д. Я. Бодниек. Четырёхугольные, расширяющиеся кверху колонны были облицованы серо-жёлтым мрамором с голубыми вкраплениями. Пол был покрыт серым гранитом. Светильники были скрыты в ребристом кессонированном потолке. В 2019 году в рамках работ по реконструкции Каховской линии и её будущему включению в состав Большой кольцевой линии началась работа по замене всей отделки станции.
|  |

## Путевое развитие
В сторону станции Каховская расположен съезд на соединительную ветвь в электродепо «Замоскворецкое»

## Наземный общественный транспорт
На этой станции можно пересесть на следующие маршруты городского пассажирского транспорта:
- Автобусы: м95, с163, 897, с929, 947, 965, т60, т72

На Каширском проезде, 19, стр.1 расположена автостанция «Варшавская».

## Галерея

### До реконструкции (до 26 октября 2019 года)
| - Станционный зал - Посадочная платформа - Западный торец - Путевая стена - Название станции на путевой стене - Памятная табличка (утрачена) - Вход (25 октября 2019 года) |

### Во время реконструкции
| - в ноябре 2022 года |

### После реконструкции (1 марта 2023 года)
| - Посадочная платформа - Западный торец - Путевая стена - Название станции на путевой стене |